# Трухачёв, Сергей Михайлович
Сергей Михайлович Трухачёв (5 июля 1879 — 26 ноября 1942, Ницца) — русский офицер, генерал-майор Генштаба. Участник Первой мировой и Гражданской войны. Первопоходник. Почетный член Общества русских гренадер за границей.

## Биография
Родился 5 июля 1879 года. Происходил из дворян, православный.
В 1896 году окончил Тифлисский кадетский корпус. С 27 августа 1896 — начинает военную службу. С 13 августа 1897 — подпоручик.
В 1899 году кончил Михайловское артиллерийское училище. Выпущен в Кавказскую Гренадерскую артиллерийскую бригаду. С 13 августа 1901 — поручик. С 13 августа 1905 — штабс-капитан. 3 мая 1906 — капитан.
В 1906 году окончил Николаевскую академию Генерального штаба по первому разряду.
С 13 ноября 1906 по 15 ноября 1908 — цензовое командование ротой в лейб-гвардии Московском и 7-м Финляндском стрелковом полку. С 26 ноября 1908 по 25 июня 1912 — Старший адъютант штаба 10-го армейского корпуса. 25 июня 1912 — И. д. помощника делопроизводителя Главного управления Генерального штаба (в разведывательном отделе 1-го обер-квартирмейстера генерала Монкевица). 6 декабря 1912 — получил звание подполковник.
Участник Первой мировой войны. Июнь 1915 — Полковник, штаб-офицер для поручений в Управлении дежурного генерала при Верховном Главнокомандующем. 15 декабря 1916 — Командир 16-го Гренадерского Мингрельского полка. 16 декабря 1917 — В распоряжении начальника штаба Главнокомандующего войсками Кавказского фронта.
Январь 1918 — Командир штабной роты при штабе Добровольческой армии. Участник 1-го Кубанского («Ледяного») похода.
Март 1918 — Генерал-майор, начальник строевого отдела штаба армии. Июль 1918 — Дежурный Генерального штаба Добровольческой армии. Январь 1919 — Дежурный штаба Главнокомандующего ВСЮР (потом Русской армии генерала Врангеля). Ноябрь 1920 — После эвакуации армии генерала Врангеля из Крыма — помощник начальника Отдела личного состава штаба Главнокомандующего в Константинополе и Сремски-Карловци.
В 1928 году после расформирования штаба переехал во Францию. К 1 января 1934 — Член Общества офицеров Генерального штаба.
Скончался в Ницце 26 ноября 1942 года. Похоронен на русском кладбище Кокад в Ницце.

## Награды
- орден Св. Станислава 3-й ст. (1909; 28.02.1910);
- орден Св. Станислава 2-й ст. (доп. к ВП 22.10.1914);
- орден Св. Анны 2-й ст. (ВП 01.04.1915);
- орден Св. Владимира 4-й ст. (утв. ВП 20.12.1915).

## Семья
- Жена-Трухачева (урождённая Карузина) Анна Ефимовна (род. 17 марта 1881 г.- 17 ноября 1924 г., Париж). Похоронена на кладбище в Сент-Женевьев-де-Буа.

2 детей.